# Vesa-Matti Saarakkala
Vesa-Matti Saarakkala, född 24 mars 1984 i Kurikka, är en finländsk politiker (Blå framtid, tidigare Sannfinländarna). Han var ledamot av Finlands riksdag 2011–2019.
Saarakkala blev omvald i riksdagsvalet 2015 med 8 529 röster från Vasa valkrets.